# Thư Nhĩ Cáp Tề
Thư Nhĩ Cáp Tề (1564 - 1611) là con trai thứ ba của Thanh Hiển Tổ Tháp Khắc Thế và là em trai cùng cha mẹ với Thanh Thái Tổ Nỗ Nhĩ Cáp Xích.

## Tiểu sử
Thư Nhĩ Cáp Tề vào thời niên thiếu đã theo anh cả Nỗ Nhĩ Cáp Xích ra ngoài mưu sinh. Năm Vạn Lịch thứ 11 (1583), để báo thù giết cha và ông, Thư Nhĩ Cáp Tề đã theo Nỗ Nhĩ Cáp Xích khởi binh. Sau nhiều năm nỗ lực, hai huynh đệ đã giết được kẻ thù là Đồ Luân thành chủ Ni Kham Ngoại Lan, chinh phục Hồn Hà bộ, Đổng Ngạc bộ, Tô Khắc Tố Hử bộ, Triết Trần bộ, Hoàn Nhan bộ, Chu Xá Lý bộ, Nột Ân bộ, thống nhất Kiến Châu Nữ Chân. Thư Nhĩ Cáp Tề trở thành nhân vật có quyền lực đứng thứ hai tại Kiến Châu Nữ Chân sau anh trai Nỗ nhĩ Cáp Xích. Đương thời, Kiến Châu Nữ Chân chỉ có hơn 3 vạn binh mã, song có đến 40 chiến tướng và hơn 5.000 quân trực thuộc quyền chỉ huy của Thư Nhĩ Cáp Tề.
Về sau, Thư Nhĩ Cáp Tề dần bắt đầu không muốn là phó thủ của huynh trưởng Nỗ Nhĩ Cáp Xích. Ông nhiều lần đến Bắc Kinh để triều cống, khá thân thiện với nhà Minh, ngoài ra còn kết hôn với thê tử của Lý Như Bá, con trai của tổng binh Liêu Đông Lý Thành Lương nhà Minh. Ông cũng có hôn nhân với người của bộ lạc Ô Lạp, yêu cầu sứ giả Triều Tiên tặng cho lễ phẩm giống như cho Nỗ Nhĩ Cáp Xích, lễ tiết cũng phải tương đồng, có được uy tín đáng kể.
Năm Vạn Lịch thứ 35 (1607), Phỉ Du thành chủ Sách Mục Đặc Hắc của Ngõa Nhĩ Khách bộ của Đông Hải Nữ Chân do bị Ô Lạp bối lặc là Bố Chiếm Thái nhiều lần làm nhục nên đã bày tỏ mong muốn quy phục Kiến Châu. Do vậy, Nỗ Nhĩ Cáp Xích lệnh cho Thư Nhĩ Cáp Tề, Trử Anh, Đại Thiện dẫn theo ba viên đại tướng là Phí Anh Đông, Hỗ Nhĩ Hán, Dương Cổ Lợi (揚古利) cùng 3000 binh mã tức khắc đến Phỉ Du thành thu phục bộ chúng. Bố Chiếm Thái sau khi nghe tin, phái thúc là Bác Khắc Đa xuất quân với hơn một vạn binh mã đi đánh chặn, hai bên triển khai quân khởi chiến tại Ô Kiệt Nham. Trong khi đó, Thư Nhĩ Cáp Tề không muốn giao chiến với thân nhân, lệnh cho binh mã án án binh bất động, điều này khiến cho quân đội Kiến Châu suýt chút nữa gặp cảnh khốn cùng. Sau cuộc chiến, Nỗ Nhĩ Cáp Xích truy cứu tội các tướng lĩnh bộ hạ của Thư Nhĩ Cáp Tề, Thư Nhĩ Cáp Tề phản ứng mạnh, nói rõ "giết bọn họ thì hãy giết cả ta". Nỗ Nhĩ Cáp Xích về sau nghĩ tới đại cục, tiến hành nhượng bộ, song mâu thuẫn giữa hai huynh đệ hoàn toàn trở nên công khai hóa.
Ngay sau đó, Thư Nhĩ Cáp Tề cùng trưởng tử A Nhĩ Thông A, tam tử Trát Tát Khắc Đồ mưu cầu tự lập môn hộ ở Hắc Xả Mộc tại Đông Nam Thiết Lĩnh, song bị Nỗ Nhĩ Cáp Xích phát giác. Ngay lập tức, Nỗ Nhĩ Cáp Xích hạ lệnh bắt giam Thư Nhĩ Cáp Tề cùng ba con trai A Nhĩ Thông A, A Mẫn và Trát Tát Khắc Đồ. A Nhĩ Thông A và Trác Tát Khắc Đồ bị xử tử, Thư Nhĩ Cáp Tề bị giam giữ tại gia.
Hai năm sau, Thư nhĩ Cáp Tề qua đời, thọ 48 tuổi, táng tại Vĩnh lăng. Năm Thiên Mệnh thứ 9 –(1624), thiên táng về Đông Kinh lăng. Năm Thuận Trị thứ 10 (1653), Thư Nhĩ Cáp Tề được truy phong làm Hòa Thạc Trang Thân vương (和碩莊親王).

## Gia quyến
| \| \| \| \| \| \| \| \| \| \| \| \| \| \| \| \| \| \| \| \| Cao tổ phụ：Tích Bảo Tề Thiên Cổ \| \| \| \| \| \| \| \| \| \| \| \| \| \| \| \| \| \| \| \| \| \| \| \| \| \| \| \| \| \| \| \| \| \| \| \| \| \| \| \| \| \| \| \| \| \| \| \| \| \| \| \| \| \| Tằng tổ phụ：Hưng Tổ Trực Hoàng đế Phúc Mãn (truy tôn) \| \| \| \| \| \| \| \| \| \| \| \| \| \| \| \| \| \| \| \| \| \| \| \| \| \| \| \| \| \| \| \| \| \| \| \| \| \| \| \| \| \| \| \| \| \| \| \| \| \| \| \| \| \| Tổ phụ：Cảnh Tổ Dực Hoàng đế Giác Xương An (truy tôn) \| \| \| \| \| \| \| \| \| \| \| \| \| \| \| \| \| \| \| \| \| \| \| \| \| \| \| \| \| \| \| \| \| \| \| \| \| \| \| \| \| \| \| \| \| \| \| \| \| \| \| \| \| \| Ngoại cao tổ phụ：Đô Lý Cát[2] \| \| \| \| \| \| \| \| \| \| \| \| \| \| \| \| \| \| \| \| \| \| \| \| \| \| \| \| \| \| \| \| \| \| \| \| \| \| \| \| \| \| \| \| \| \| \| \| \| \| \| \| \| \| Tằng tổ mẫu：Trực Hoàng hậu Hỉ Tháp Tịch thị (truy tôn)[2] \| \| \| \| \| \| \| \| \| \| \| \| \| \| \| \| \| \| \| \| \| \| \| \| \| \| \| \| \| \| \| \| \| \| \| \| \| \| \| \| \| \| \| \| \| \| \| \| \| \| \| \| \| \| Phụ：Hiển Tổ Tuyên Hoàng đế Tháp Khắc Thế (truy tôn) \| \| \| \| \| \| \| \| \| \| \| \| \| \| \| \| \| \| \| \| \| \| \| \| \| \| \| \| \| \| \| \| \| \| \| \| \| \| \| \| \| \| \| \| \| \| \| \| \| \| \| \| \| \| Tổ mẫu：Dực Hoàng hậu (truy tôn) \| \| \| \| \| \| \| \| \| \| \| \| \| \| \| \| \| \| \| \| \| \| \| \| \| \| \| \| \| \| \| \| \| \| \| \| \| \| \| \| \| \| \| \| \| \| \| \| \| \| \| \| \| \| Trang Thân Vương Thư Nhĩ Cáp Tề \| \| \| \| \| \| \| \| \| \| \| \| \| \| \| \| \| \| \| \| \| \| \| \| \| \| \| \| \| \| \| \| \| \| \| \| \| \| \| \| \| \| \| \| \| \| \| \| \| \| \| \| \| \| Ngoại cao tổ phụ：Đô Lý Cát[2] \| \| \| \| \| \| \| \| \| \| \| \| \| \| \| \| \| \| \| \| \| \| \| \| \| \| \| \| \| \| \| \| \| \| \| \| \| \| \| \| \| \| \| \| \| \| \| \| \| \| \| \| \| \| Ngoại tằng tổ phụ：Tham Sát Đô đốc[2] \| \| \| \| \| \| \| \| \| \| \| \| \| \| \| \| \| \| \| \| \| \| \| \| \| \| \| \| \| \| \| \| \| \| \| \| \| \| \| \| \| \| \| \| \| \| \| \| \| \| \| \| \| \| Ngoại tổ phụ：A Cổ Đô đốc \| \| \| \| \| \| \| \| \| \| \| \| \| \| \| \| \| \| \| \| \| \| \| \| \| \| \| \| \| \| \| \| \| \| \| \| \| \| \| \| \| \| \| \| \| \| \| \| \| \| \| \| \| \| Mẫu：Tuyên Hoàng hậu (truy tôn) \| \| \| \| \| \| \| \| \| \| \| \| \| \| \| \| \| \| \| \| \| \| \| \| \| \| \| \| \| \| \| \| \| \| \| \| \| \| \| \| \| \| \| \| \| \| \| \| \| \| \| \| |                                                         |  |  |  |  |  |  |  |  |  |  |  |  |  |  |  |
| |                                                         |  |  |  |  |  |  |  |  |  |  |  |  |  |  |  |
| | Cao tổ phụ：Tích Bảo Tề Thiên Cổ                        |  |  |  |  |  |  |  |  |  |  |  |  |  |  |  |
| |                                                         |  |  |  |  |  |  |  |  |  |  |  |  |  |  |  |
| |                                                         |  |  |  |  |  |  |  |  |  |  |  |  |  |  |  |
| | Tằng tổ phụ：Hưng Tổ Trực Hoàng đế Phúc Mãn (truy tôn)  |  |  |  |  |  |  |  |  |  |  |  |  |  |  |  |
| |                                                         |  |  |  |  |  |  |  |  |  |  |  |  |  |  |  |
| |                                                         |  |  |  |  |  |  |  |  |  |  |  |  |  |  |  |
| | Tổ phụ：Cảnh Tổ Dực Hoàng đế Giác Xương An (truy tôn)   |  |  |  |  |  |  |  |  |  |  |  |  |  |  |  |
| |                                                         |  |  |  |  |  |  |  |  |  |  |  |  |  |  |  |
| |                                                         |  |  |  |  |  |  |  |  |  |  |  |  |  |  |  |
| | Ngoại cao tổ phụ：Đô Lý Cát                             |  |  |  |  |  |  |  |  |  |  |  |  |  |  |  |
| |                                                         |  |  |  |  |  |  |  |  |  |  |  |  |  |  |  |
| |                                                         |  |  |  |  |  |  |  |  |  |  |  |  |  |  |  |
| | Tằng tổ mẫu：Trực Hoàng hậu Hỉ Tháp Tịch thị (truy tôn) |  |  |  |  |  |  |  |  |  |  |  |  |  |  |  |
| |                                                         |  |  |  |  |  |  |  |  |  |  |  |  |  |  |  |
| |                                                         |  |  |  |  |  |  |  |  |  |  |  |  |  |  |  |
| | Phụ：Hiển Tổ Tuyên Hoàng đế Tháp Khắc Thế (truy tôn)    |  |  |  |  |  |  |  |  |  |  |  |  |  |  |  |
| |                                                         |  |  |  |  |  |  |  |  |  |  |  |  |  |  |  |
| |                                                         |  |  |  |  |  |  |  |  |  |  |  |  |  |  |  |
| | Tổ mẫu：Dực Hoàng hậu (truy tôn)                        |  |  |  |  |  |  |  |  |  |  |  |  |  |  |  |
| |                                                         |  |  |  |  |  |  |  |  |  |  |  |  |  |  |  |
| |                                                         |  |  |  |  |  |  |  |  |  |  |  |  |  |  |  |
| | Trang Thân Vương Thư Nhĩ Cáp Tề                         |  |  |  |  |  |  |  |  |  |  |  |  |  |  |  |
| |                                                         |  |  |  |  |  |  |  |  |  |  |  |  |  |  |  |
| |                                                         |  |  |  |  |  |  |  |  |  |  |  |  |  |  |  |
| | Ngoại cao tổ phụ：Đô Lý Cát                             |  |  |  |  |  |  |  |  |  |  |  |  |  |  |  |
| |                                                         |  |  |  |  |  |  |  |  |  |  |  |  |  |  |  |
| |                                                         |  |  |  |  |  |  |  |  |  |  |  |  |  |  |  |
| | Ngoại tằng tổ phụ：Tham Sát Đô đốc                      |  |  |  |  |  |  |  |  |  |  |  |  |  |  |  |
| |                                                         |  |  |  |  |  |  |  |  |  |  |  |  |  |  |  |
| |                                                         |  |  |  |  |  |  |  |  |  |  |  |  |  |  |  |
| | Ngoại tổ phụ：A Cổ Đô đốc                               |  |  |  |  |  |  |  |  |  |  |  |  |  |  |  |
| |                                                         |  |  |  |  |  |  |  |  |  |  |  |  |  |  |  |
| |                                                         |  |  |  |  |  |  |  |  |  |  |  |  |  |  |  |
| | Mẫu：Tuyên Hoàng hậu (truy tôn)                         |  |  |  |  |  |  |  |  |  |  |  |  |  |  |  |
| |                                                         |  |  |  |  |  |  |  |  |  |  |  |  |  |  |  |
| |                                                         |  |  |  |  |  |  |  |  |  |  |  |  |  |  |  |

### Thê thiếp

#### Đích Phúc tấn
- Nguyên phối: Đông Giai thị (佟佳氏), con gái của Ngạc Lạc Ni (鄂洛尼).
- Nhị thú Phúc Tấn: Cáp Đạt Na lạp thị (哈达那拉氏), con gái của Bối lặc Đặc Nhĩ Cố Thần (特尔固臣).
- Tam thú Phúc tấn: Phú Sát thị (富察氏), con gái của A Cách Ba Yến (阿格巴宴).
- Tứ thú Phúc tấn: Qua Nhĩ Giai thị (瓜尔佳氏), con gái của của Sách Nhĩ Hòa (索尔和) – cha của của Phí Anh Đông.
- Ngũ thú Phúc tấn: Ô Lạp Na Lạp thị (乌拉那拉氏), nguyên danh Hô Nại (滹奈), con gái của của Bối lặc Bố Can, em gái của Bố Chiếm Thái.
- Lục thú Phúc tấn: Na Lạp thị (那拉氏), con gái của Đồ Môn (图门).
- Thất thú Phúc tấn: Qua Nhĩ Giai thị (瓜尔佳氏), con gái của Sách Nhĩ Hòa (索尔和) – cha của của Phí Anh Đông.
- Bát thú Phúc tấn: Na Lạp thị (那拉氏), con gái của Bái Âm Đạt Lý (拜音达里).
- Cửu thú Phúc tấn: Tây Lâm Giác La thị (西林觉罗氏), con gái của Tây Lăng Ngạch (西楞额).

#### Thứ Phúc tấn:
- Đổng Ngạc thị (董鄂氏), con gái của Phú Cổ Khố Nhĩ Đạt (富古库尔达).
- A Nhan Giác La thị (阿颜觉罗氏), con gái của Trác Hải Cổ Tắc (扎海钴塞).

### Hậu duệ

#### Con trai
1. A Nhĩ Thông A (阿爾通阿, 1580- 1609), mẹ là Đích Phúc tấn Đông Giai thị. Năm Vạn Lịch thứ 37 (1609) bị Nỗ Nhĩ Cáp Xích xử tử. Con cháu bị truất tư cách Tông thất, trở thành Giác La. Có 1 con trai
2. A Mẫn (阿敏, 29 tháng 10 năm 1586 - 28 tháng 12 năm 1640), mẹ là Tam thú Phúc tấn Phú Sát thị. Là một trong Tứ đại Bối lặc. Con cháu bị truất tư cách Tông thất, trở thành Giác La. Có 6 con trai
3. Trác Tát Khắc Đồ (扎薩克圖, 13 tháng 8 năm 1589 - 1609), mẹ là Tứ thú Phúc tấn Qua Nhĩ Giai thị. Năm Vạn Lịch thứ 37 (1609) bị Nỗ Nhĩ Cáp Xích xử tử. Có 2 con trai.
4. Đồ Luân (圖倫, 1596 - 1614), mẹ là Tứ thú Phúc tấn Qua Nhĩ Giai thị. Truy phong là Khác Hi Bối lặc (恪僖貝勒). Có 2 con trai. Con gái thứ 2 được Nỗ Nhĩ Cáp Xích đưa vào cung nuôi dưỡng, xưng là Truân Triết Công chúa (肫哲公主), được phong Hòa Thạc Công chúa.
5. Tắc Tang Vũ (塞桑武, 1598 - 1625), mẹ là Tứ thú Phúc tấn Qua Nhĩ Giai thị. Truy phong là Hòa Huệ Bối lặc (和惠貝勒). Đích thê là con gái Phí Anh Đông. Có 1 con trai.
6. Tế Nhĩ Cáp Lãng (济尔哈朗, 1599 - 1655), mẹ là Ngũ thú Phúc tấn Ô Lạt Na Lạp thị. Được phong là Trịnh Thân vương (鄭親王).
7. Nặc Mục Đại (诺穆岱, 1601 - 1613), mẹ là Tứ thú Phúc tấn Qua Nhĩ Giai thị. Vô tự.
8. Phí Dương Vũ (费扬武, 1605 - 1643), mẹ là Tứ thú Phúc tấn Qua Nhĩ Giai thị. Truy phong là Giản Tĩnh Định Thân vương (簡靖定親王). Đích Phúc tấn là con gái Phí Anh Đông, Kế Phúc tấn là con gái của Hòa Thạc Công chúa Tôn Đại. Có 7 con trai.
9. Não Đại (脑岱, 1608 - ?), mẹ là Thứ Phúc tấn A Nhan Giác La thị.

#### Con gái
1. Trưởng nữ, Ngạch Thực Thái (额实泰, 1584 - 1656), mẹ là Nhị thú Phúc tấn Cáp Đạt Na Lạp thị. Năm 1598 gả cho Ô Lạp Bối lặc Bố Chiếm Thái. Sau khi Ô Lạp bộ diệt vong, Ngạch Thực Thái trở lại Kiến Châu.
2. Nhị nữ, Ngạch Ân Triết (额恩哲, 1584 - 1638), mẹ là Tam thú Phúc tấn Phú Sát thị. Cùng gả cho Ô Lạp Bối lặc Bố Chiếm Thái.
3. Tam nữ (1588 - ?), mẹ là Tam thú Phúc tấn Phú Sát thị. Gả cho Đông Giai thị Nạp Mục Tích (纳穆锡).
4. Tứ nữ, Tôn Đại (荪岱, 1590 - 1649), mẹ là Tứ thú Phúc tấn Qua Nhĩ Giai thị. Được Nỗ Nhĩ Cáp Xích nuôi dưỡng, phong làm Hòa Thạc Công chúa. Gả cho Ba Ước Đặc Thai cát Ân Cách Đức Nhĩ của Mông Cổ Khách Nhĩ Khách bộ, cũng xưng là Ba Ước Đặc Cách cách. Truy thụy Hòa Thạc Đoan Thuận Công chúa (和硕端顺公主). Công chúa sinh ít nhất 2 con trai và 2 con gái cho Ngạch phò:
  1. Con trai:
    1. Tứ tử: Ngạch Nhĩ Khắc Đái Thanh (额尔克戴青). Được phong Nhị đẳng Công. Năm 1621 được Nỗ Nhĩ Cáp Xích đặt tên. Từng cưới Quận chúa - trưởng nữ của Tế Nhĩ Cáp Lãng, và lần lượt hai Quận quân - trưởng nữ và ngũ nữ của Đoan Trọng Thân vương Bác Lạc, trở thành Hòa Thạc Ngạch phò.
    2. Ngũ tử: Tác Nhĩ Cáp (索尔哈), Ngạch phò của Cố Luân Thục Tuệ Trưởng Công chúa.

  2. Con gái: 
    1. Gả cho Hoành Khoa Thái (宏科泰) - trưởng tử của A Mẫn.
    2. Gả cho Giản Thân vương Phí Dương Vũ.
5. Ngũ nữ (1593 - ?), mẹ là Thứ Phúc tấn Đổng Ngạc thị. Năm 1606 gả cho Đổng Ngạc thị Cố Mục Bối (固穆贝).
6. Lục nữ (1595 - ?), mẹ là Tứ thú Phúc tấn Qua Nhĩ Giai thị. Năm 1613 gả cho Nạp Lạt thị Mạc Lạc Hồn (漠落浑).
7. Thất nữ (1597 - ?), mẹ là Tứ thú Phúc tấn Qua Nhĩ Giai thị. Năm 1609 gả cho Hoàn Nhan thị Xước Hòa Lạc (绰和络).
8. Bát nữ (1602 - ?), mẹ là Tứ thú Phúc tấn Qua Nhĩ Giai thị. Năm 1616 gả cho Nạp Lạt thị Ba Đạt Nạp (巴逹纳).
9. Cửu nữ, mẹ là Tứ thú Phúc tấn Qua Nhĩ Giai thị. Chết yểu.
10. Thập nữ (1603 - ?), mẹ là Tứ thú Phúc tấn Qua Nhĩ Giai thị. Năm 1622 gả cho Bác nhĩ Tể Cát Đặc thị Ba Bái (巴拜).
11. Thập nhất nữ (1608 - ?), mẹ là Thứ Phúc tấn A Nhan Giác La thị. Năm 1623 gả cho Nạp Lạt thị Khố Đức Nạp (库德纳).
12. Thập nhị nữ (1610 - ?), mẹ là Thứ Phúc tấn A Nhan Giác La thị. Năm 1623 gả cho Nạp Lạp thị Mục Ngột Nạp (穆杌纳).